# 亞爾加拉
亞爾加拉是摩爾多瓦的城鎮，位於該國南部，距離首都基希涅夫100公里，由萊奧瓦區負責管轄，海拔高度110米，是該地區的重要貿易樞紐，2010年人口4,900。
46°25′39″N 28°26′12″E / 46.42750001°N 28.4366666767°E